# Delostoma
Delostoma  es un género de plantas de la familia Bignoniaceae.

## Descripción
Hay árboles y arbustos. Hojas simples con 3 venas desde la base. Racimos o panículas con 2–3 flores; de cáliz grande, cupuliforme, doble; corola tubular a campanulada, conspicua, magenta a blanca. El fruto es una cápsula elíptica, comprimida paralela al septo, valvas desiguales; semillas finas y ala hialina, membranácea.

## Taxonomía
El género fue descrito por David Don  y publicado en Edinburgh Philosophical Journal 9: 263. 1823.

## Especies
- Delostoma dentatum D.Don
- Delostoma gracile
- Delostoma hookeri
- Delostoma integrifolium D.Don
- Delostoma lobbii Seem.